# Ignace da Costa
Cet article possède un paronyme, voir Da Costa.
Ignace da Costa (île de Faial, Açores, 1603 - Canton, 1666) est un Jésuite portugais, missionnaire en Chine au début de la dynastie Qing. Il est connu pour son travail de traduction vers le latin des Analectes de Confucius.

## Biographie
Après son noviciat et ses études de base dans la Compagnie de Jésus et deux années d'enseignement de la rhétorique, Ignace da Costa est destiné à la mission chinoise. Le 3 avril 1629, il embarque pour la Chine où il arrive en 1632. Sa première mission est l'apprentissage du chinois, ce qu'il fait pendant deux ans à Fuzhou. Il est ensuite envoyé en mission dans le Fujian (1634), puis le Shanxi (1637) et enfin le Shaanxi (1640). Dans le Shanxi, il collabore avec le jésuite Michel Trigault, neveu d'un autre jésuite Nicolas Trigault, à la construction de bâtiments d'église et à la catéchisation des convertis. A Xi'an, sous-préfecture de la région du Shaanxi il succède à Étienne Fabre et s'occupe principalement de la formation des Catéchumènes. 
À partir des années 1640 il subit l'hostilité de plus en plus grandissante des autorités chinoises à l'égard des missionnaires jésuites. En 1643, il est emprisonné par Li Zicheng. Libéré il continue ses activités de missionnaire dans la plus grande discrétion. Entre 1658 et 1661, il fut vice-provincial des Jésuites en Chine. A l'occasion de la répression anti-missionnaires de 1665, il est à nouveau arrêté et envoyé à Pékin. Il meurt à Canton le 11 mai 1666

## Œuvres
Ignace da Costa est connu pour avoir lancé et commencé la traduction du chinois vers le latin, des Analectes de Confucius - Lun Yu (论语) : Confucius Sinarum Philosophus, sive scientia sinensis latine exposita. La traduction sera finalement achevée grâce à l'aide de plusieurs jésuites, le Portugais Andrea Ferrão, les Flamands Philippe Couplet et François de Rougemont, l'Italien Prospero Intorcetta et l'Autrichien Christian Herdtrich qui furent par ailleurs ses étudiants.